# Médaille d'honneur des épidémies
La médaille d'honneur des épidémies est une distinction française instituée par décret du 31 mars 1885 pour récompenser les « personnes qui se sont particulièrement signalées par leur dévouement pendant des maladies épidémiques ». Son décret de création est abrogé en 1962 et la médaille est remplacée par la médaille d'honneur du service de santé des armées.

## Historique

### Prémices de la médaille dès 1819-1849
Dans la première moitié du XIXe siècle, au fur et à mesure des épidémies, plusieurs médailles voient successivement le jour. Ces médailles nominatives, sans ruban sont des médailles dites « non-portables » ou « de table ». Elles sont d’abord décernées par les villes, Paris lance réellement le mouvement en 1832, puis par le ministère du Commerce après 1835. À partir de 1849, ces médailles sont décernées par le gouvernement,.

#### Épidémie de 1819 à Marseille
Les premières médailles n'étaient pas faites pour être portées. Une médaille en argent commémore l'action de seize édiles de la ville de Marseille chargés de la lutte contre une épidémie en 1819. L’avers reprend une composition du médailleur Jacques-Édouard Gatteaux pour la peste de 1784 et représente l'allégorie de la ville et le port. Le revers figure une large couronne de chêne, avec au centre, une dédicace en latin aux seize responsables intendants sanitaires qui ont contenu la peste qui menaçait la ville,,.

#### Épidémie de choléra de 1832 à Paris
La ville de Paris vote en 1832 l’attribution d’une médaille en faveur de ceux qui s’étaient dévoués pendant cette épidémie. Cette médaille est alors distribuée par le préfet de la Seine, au nom du roi Louis-Philippe, qui, par ordonnance royale, désigne les titulaires. Du fait de cette approbation royale pour une initiative locale, elle est considérée comme la première médaille officielle pour une épidémie.
Fin 1832, la ville de Paris, commande deux médailles commémoratives à la suite de « l’invasion du choléra » (sic, il s'agit de la deuxième pandémie de choléra). Les deux médailles, mises en concurrence l'une avec l'autre, émanent de deux graveurs différents.
La première médaille est frappée par Ursin Vatinelle, graveur en médaille, avec les balanciers de la Monnaie de Paris et vise à honorer les personnes qui ont fait preuve de générosité et de dévouement lors de l’épidémie. Son revers prévoit un cartouche où inscrire le nom du récipiendaire ; y figure l'effigie la Ville de Paris avec une couronne tourelée soutenant un malade qu’Esculape, dieu de la Médecine muni d'un caducée, examine. Une quatrième figure démoniaque, avec des ailes de chauve-souris et tenant entre ses mains des effluves empoisonnés, en partie supérieure et plus atténué correspond à l’épidémie de choléra. La composition se veut ainsi, assez simple. Le ministre du Commerce autorise la frappe de la médaille, mais s’étonne de sa taille et indique : « Peut-être est-il à regretter que la dimension de la médaille du choléra qui a été fixée à 24 lignes n’ait pu être étendue jusqu’à 30 lignes afin de donner plus d’importance à cette pièce monumentale en lui affectant un module supérieur à celui des médailles ordinaires »,.
En émane ainsi une seconde médaille d'Émile Rogat qui propose alors une médaille commémorative de « l’invasion du choléra ». Son revers prévoit comme la proposition de Vatinelle la figure d’Esculape qui prend la place centrale avec une petite fille et repousse l'allégorie la Mort de la main droite sous les traits d’un squelette rieur emportant avec elle un père de famille. Les enfants implorent alors l’aide divine. Une sœur qui se montre impuissante et cache ses pleurs devant sa mère. Derrière eux, les médecins apportent un remède dans une coupe, sous l’œil dubitatif d’Esculape. La proposition d’Emile Rogat est jugée très efficace, ainsi le Conseil municipal de Paris lui alloue 11 000 francs fin 1832 pour servir à frapper 1 000 médailles.
Une polémique dite « fronde médaillère » éclate à la suite d'une épidémie en 1832 en réponse au gouvernement de Louis-Philippe. L'historienne des Révolutions Mathilde Larrère note ainsi qu'un « grand mouvement de refus de médailles » est à observer et que les primes manquent. La Gazette médicale de 1833 raille la Commission chargée d’établir la liste des médailles et la surnomme « l’aréopage cholérique » tout en fustigeant l’absence de récompenses des médecins républicains. Une déception supplémentaire vient également du fait que la médaille est en bronze et non en or. Par ailleurs, l’Hôtel Dieu, promet alors une prime de 100 Francs, équivalent à trois fois le salaire d’un ouvrier de l'époque et une indemnité en nourriture et de logement. Cependant, l’administration licencie les jours suivants deux tiers des étudiants sans leur donner de prime,.
Ces médailles ne sont pas des décorations civiles, leur délivrance n'étant pas encadrée par un texte législatif.

#### Pandémie de choléra de 1835
À la suite de la pandémie de choléra de 1835, les médailles rencontrées concernent particulièrement le littoral méditerranéen, notamment Marseille. Le gouvernement  délivre pour cette épidémie, des médailles pour acte de courage et de dévouement au titre du ministère du Commerce. Il s’agit d’une médaille signée Barre, le revers représente le courage et l’humanité, et l’attribution. Les médailles semblent réservées aux épidémies de choléra ; peu courantes, elles sont généralement, en bronze et en argent, et exceptionnellement en or,.

#### Pandémie de choléra de 1849
À la suite de la pandémie de Choléra de 1849, le gouvernement de la IIe République décerne une médaille, signée Gayrar, en argent, pour ceux qui se dévouèrent à soigner les malades. Pour l’Algérie, ce territoire étant sous l’autorité militaire, les récompenses ont été distribuées au titre du ministère de la Guerre, la médaille est identique au modèle de métropole, mais porte au revers la mention « Ministère de la Guerre » et Algérie ».
Sous le Second Empire, les médailles sont organisées en plusieurs degrés : troisième classe en bronze de 57 mm de diamètre, deuxième classe en argent de 51 mm, et première classe en or de 35 mm. Ces médailles sont durant tout le Second Empire pour toutes les épidémies de choléra.
Les colonies furent touchées également par le choléra. Elles ont reçu des médailles spécifiques suivant les territoires comme l'Algérie pour une épidémie de choléra en 1867. Le ministère de la Marine et des Colonies a aussi délivré des médailles particulières,.

### Création en 1885 à la suite d'une épidémie de choléra

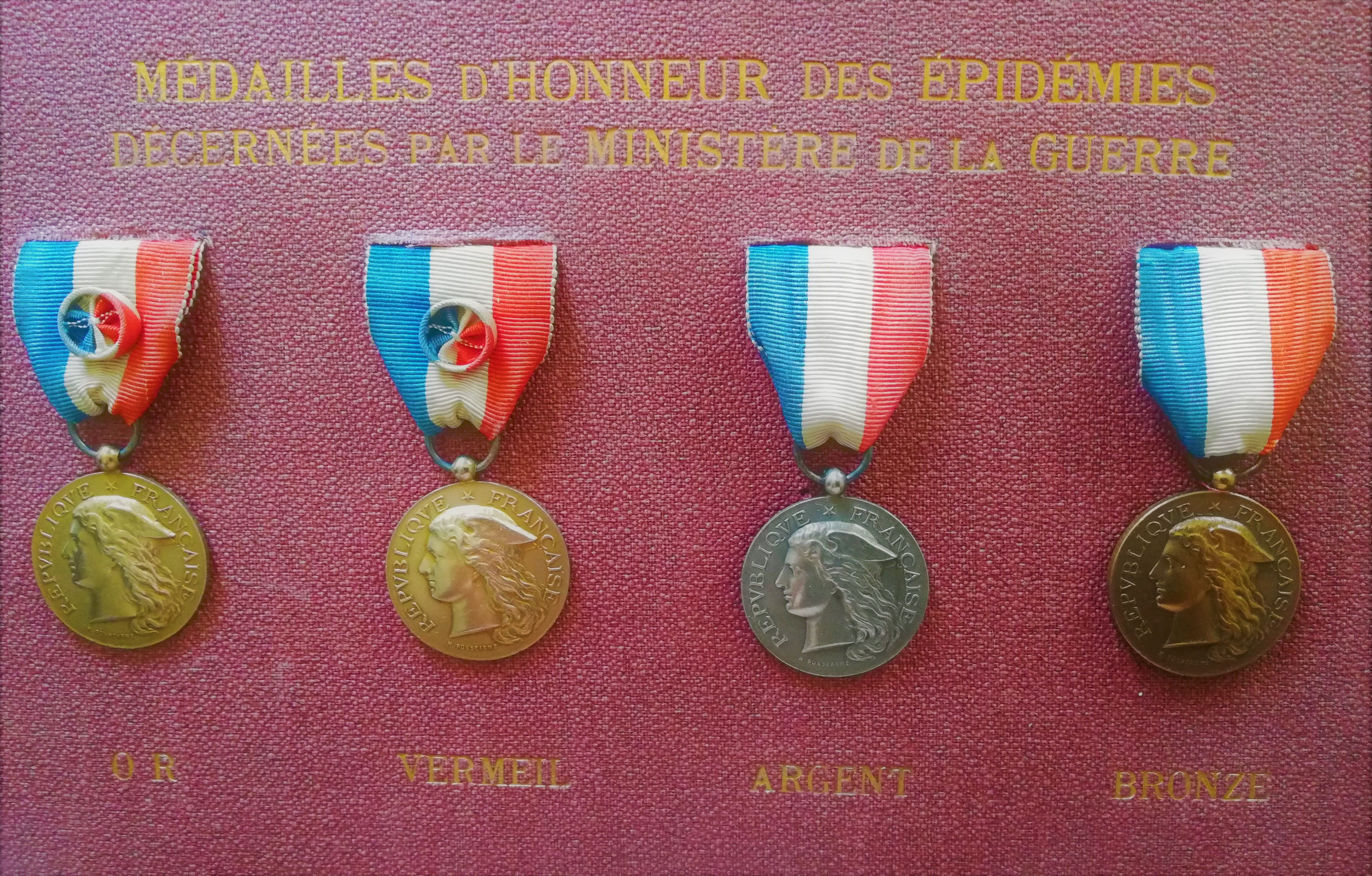
Les quatre grades de la médaille des épidémies décernée par le ministère français de la Guerre entre 1892 et 1962.

La médaille d'honneur des épidémies est, quant à elle, instituée cinquante ans plus tard, en 1885, sous l’égide du ministère du Commerce, dont dépendent alors les services de l'hygiène publique. Elle est en premier lieu destinée à distinguer les personnes ayant combattu l'épidémie de choléra qui avait touché le sud de la France l'année précédente,. C'est ensuite le ministère de l'Intérieur puis celui de la Santé publique qui sont chargés de son attribution. À partir de 1900, elle peut être remise sur rapport du ministère de l'Intérieur « à l'occasion des services rendus en Algérie pendant les épidémies ou en matière d'hygiène publique ». L’insigne de ce modèle spécial est celui du ministère de l’Intérieur surmonté d’un croissant et d’une étoile. Il cesse d’être attribué après 1928.

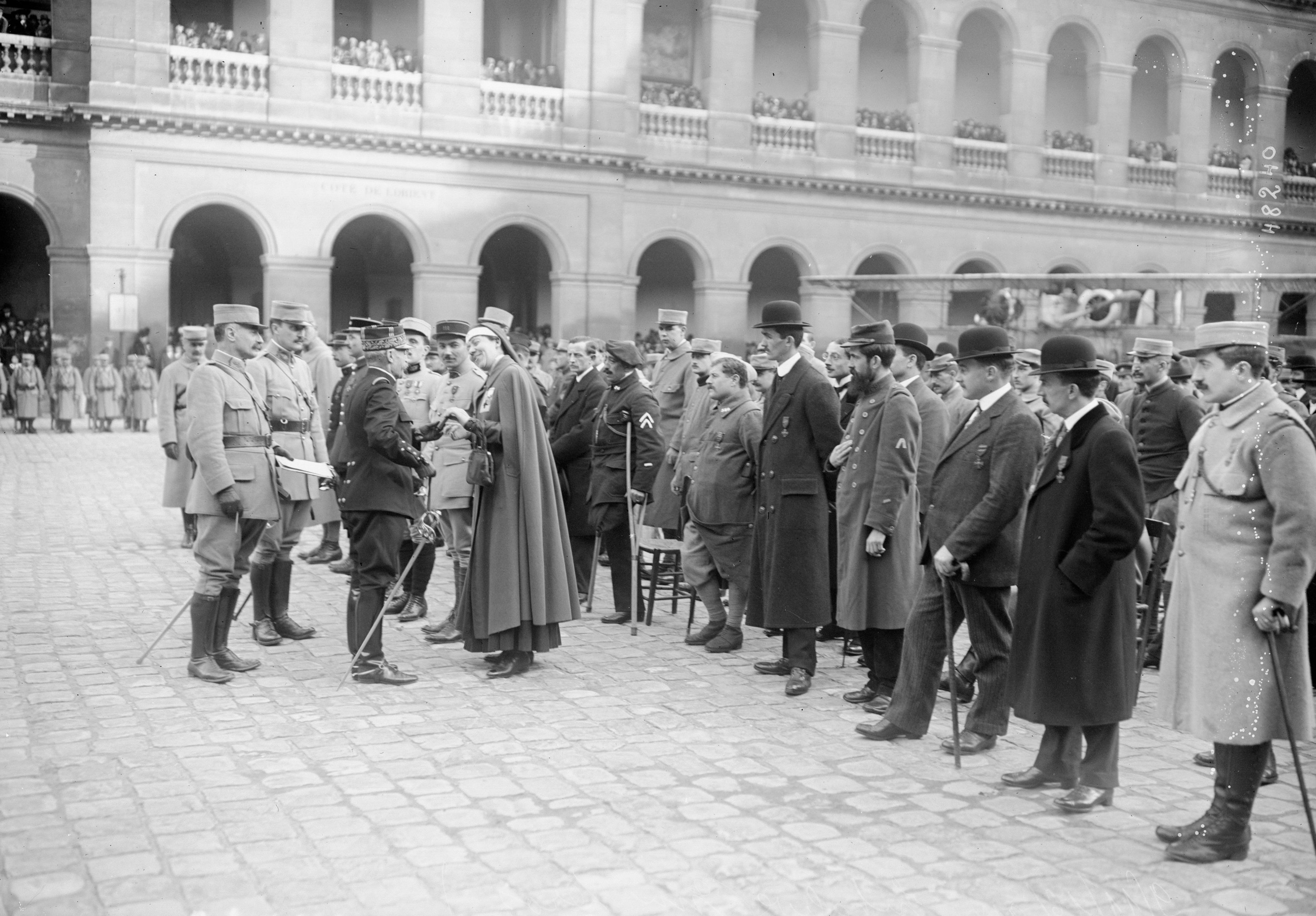
Infirmière décorée de la médaille d'honneur des épidémies le 9 novembre 1916 aux Invalides.

Par décret du 15 avril 1892, elle peut être décernée aux fonctionnaires civils et militaires du ministère de la Guerre,. Le décret du 30 septembre 1909 autorise ensuite sa remise aux fonctionnaires civils et militaires du ministère de la Marine. Enfin, ce sont les fonctionnaires civils et militaires du ministère des Colonies qui peuvent se la voir décerner à partir de 1927.
La médaille est ainsi particulièrement décernée par le ministère de la Guerre en faveur des Français, militaires ou civils, et étrangers qui se sont distingués en faveur des militaires malades ou blessés pendant la Première Guerre mondiale et également pendant l’épidémie de grippe espagnole.
Bien que sa place parmi les décorations importantes de ce conflit soit méconnue, elle a été décernée à des milliers de soignants, tant civils que militaires ainsi qu'un nombre restreint de médailles des épidémies de la Marine.
En 1921, le ministère de l’Hygiène est créé, le revers porte donc désormais la mention ministère de l’Hygiène. En 1931, le nouveau ministère de la Santé publique refonde les pratiques et privilégie une médaille d’honneur à échelon unique, et revoit le type. Alexandre Morlon en est chargé. Il travaille alors à l’élaboration de nouvelles pièces de 50 centimes, d’un franc et de deux francs, et s'en inspire pour la nouvelle médaille avec l’effigie de la Marianne, bonnet phrygien avec couronnes de feuilles de chêne ou de laurier très proches l'une de l'autre. Les médailles du type de Ponscarme du ministère de la Santé Publique continuèrent d'être livrées entre le 27 juin 1930 et le 22 octobre 1931, date des premières livraisons des modèles Morlon. Les médailles Ponscarme étaient éditées à la maison Trottin, rue Saint-André-des-Arts, à Paris.
Par décret no 62-1037 du 30 août 1962, les décrets du 31 mars 1885 (instituant la médaille décernée à titre civil) et du 15 avril 1892 (instituant la médaille décernée à titre militaire) sont abrogés, et la médaille d'honneur des épidémies est remplacée par la médaille d'honneur du service de santé des armées.

### Pandémie de Covid-19
L'idée de réactiver la médaille apparaît dans le débat public pendant la pandémie de Covid-19, en mars 2020 à l'initiative du député Philippe Gosselin (LR) qui dépose une proposition de loi en ce sens,.
La proposition est reprise par la majorité, ainsi, le 13 mai 2020, la porte-parole du gouvernement français Sibeth Ndiaye annonce la décision du président de la République Emmanuel Macron de « réactiver » la médaille d'honneur des épidémies « afin de récompenser les personnes qui se sont dévouées pendant la crise du Covid-19 »,.
Le compte-rendu du Conseil des ministres indique qu'un « prochain décret réactualisera cette médaille, destinée à récompenser les mérites des Français ou étrangers qui auront été acquis à l’occasion d’une crise épidémique en France ou à l’étranger. Sa gestion sera confiée au premier ministre. Elle comprendra trois échelons : or, argent et bronze, et sera associée à une agrafe (en l’occurrence une agrafe « Covid-19 »). Elle pourra être décernée à titre individuel ou collectif (personnel d’une entreprise ou d’une association). Des nominations à titre posthume pourront également être envisagées ».
Ce projet de réactivation crée une polémique semblable à celle de 1832, alors que de nombreux soignants réclament une revalorisation salariale et des moyens pour l’hôpital (Ségur de la santé),.
En juin 2020, lors de son audition devant la commission d'enquête parlementaire sur le Covid-19 à l'Assemblée nationale, Didier Raoult assure, que c'est lui qui a suggéré à Emmanuel Macron de « ressusciter la médaille d'honneur des épidémies » pour les soignants et ajoute « Il faut reconnaître l'effort que certains ont fait pendant cette période »,,.
Les critères d’attribution de la médaille sont toujours en discussion en septembre 2020, le député Philippe Gosselin indique alors qu'il y a une vraie attente de la part des médecins et des employeurs pour remercier leurs collaborateurs alors que l’Élysée temporise sa remise. Et en janvier 2021, dans l'attente de la médaille officielle, l’IHU Méditerranée Infection décerne à 1 000 de ses employés, une médaille aux couleurs de l’IHU pour "remercier celles et ceux qui s’investissent entre ces murs dans la lutte contre le Covid-19".
En septembre 2023, le projet est enterré.

## Attribution
La médaille d'honneur des épidémies peut être décernée à toute personne :
- « s’exposant à des dangers de contamination, en donnant des soins à des malades atteints d’affections contagieuses » ;
- « préservant, par une intervention personnelle et digne d’être signalée, un territoire ou une localité de l’invasion d’une maladie épidémique » ;
- « contribuant à répandre la pratique de la désinfection ou en participant aux opérations de désinfection, au cours d’une épidémie[2] ».

Elle peut également être remise à des institutions ayant satisfait aux conditions suscitées, à l'instar de l'Office international d'Hygiène publique (actuelle Organisation mondiale de la santé, OMS) qui la reçoit en 1934 « en reconnaissance des grands services rendus dans l'étude et l'organisation de la prophylaxie des maladies tropicales, notamment la peste, le choléra, la fièvre jaune et la lèpre ».

## Insignes
La médaille comprend quatre échelons : bronze, argent, vermeil et or. L'obtention des échelons vermeil ou or étant conditionné à l'obtention préalable des échelons de bronze ou d’argent ou à la Légion d’honneur.
- Médaille : ronde.
- Avers : effigie de la République sous la forme d'une femme ailée les cheveux au vent, entourée de la légende « répvblique française » (graveur : Hubert Ponscarme).
- Revers : coupe d'Hygie et palme posées sur un cartouche nominatif rectangulaire (pour le nom du ou de la récipiendaire), entourés de la légende « ministère de ... » (Commerce, Intérieur, Guerre, Marine, Colonies, Hygiène, France d'outre-mer selon les époques et le ministère), et, en dessous du cartouche, l'inscription « épidémies » si la médaille est délivrée par un ministère civil ou « dévouement » et « épidémies » s'il s'agit d'un ministère militaire.
- Ruban : une bande tricolore de 30 mm de largeur. Les rubans des médailles attribuées par le ministère de la Marine portent une ancre rouge en leurs centres, les rubans des échelons vermeil et or portent une rosette tricolore, tous ministères confondus.

| Bronze | Argent | Vermeil | Or |
| ------ | ------ | ------- | -- |
|        |        |         |    |
|        |        |         |    |